# Valentina Gottardi
 Valentina Gottardi (19 de novembro de 2002) é uma jogadora de vôlei de praia italiana.

## Carreira
Em 2021 ao lado de Claudia Scampoli representou seu país na edição do Campeonato Europeu Sub-22 de Baden terminando na nona colocação, posteriormente ao lado de Aurora Mattavelli terminou na quinta posição na edição do Campeonato Europeu Sub-20 em Esmirna.
Estreou no Circuito Mundial de Vôlei de Praia em 2021, no torneio uma estrela de Cervia ao lado de Aurora Mattavelli, finalizando na nona posição, terminou na nona posição na edição do Finals World Tour de 2021 em Cagliari, quando esteve ao lado de Marta Menegatti. Representará o país na edição do Campeonato Mundial Sub-21 sediado em Roi Et.